# Ulica Nagórna w Kole
Ulica Nagórna w Kole – jedna z ulic Koła. Do 1924 roku stanowiła niezależną wieś o tej samej nazwie. W całości położona jest na terenie osiedla Przedmieście Warszawskie.
Do 1924 roku Nagórna stanowiła samodzielną wieś.
Ulica Nagórna w granicach administracyjnych miasta Koła ma długość około 2 kilometrów.
Rozpoczyna się od skrzyżowania z aleją Jana Pawła II. 400 metrów dalej krzyżuje się z ulicami Konwaliową i Powstańców Warszawy. Na 900 metrze krzyżuje się z ul. Poległych i ul. Boguszyniecką. Następnie spotyka się z ulicą Sienkiewicza i zmienia swój bieg w kierunku północnym. Kończy się skrzyżowaniem z linią kolejową nr 3.
Administracyjnie mieszkańcy ulicy Nagórna przynależą do dwóch parafii rzymskokatolickich. Do skrzyżowania z ul. Konwaliową – są częścią parafii Matki Bożej Częstochowskiej, natomiast wszystkie pozostałe – parafii Świętego Bogumiła.